# Václav Vorlíček
Václav Vorlíček (Prága, 1930. június 3. – Prága, 2019. február 5.) cseh filmrendező.

## Filmjei
- Případ Lupínek (1960)
- Kuřata na cestách (1962)
- Marie (1964)
- Ki ölte meg Jessyt? (Kdo chce zabít Jessii?) (1966)
- A legtitkosabb ügynök – W4C (Konec agenta W4C prostřednictvím psa pana Foustky) (1967)
- Uram, Ön özvegyasszony lesz! (Pane, vy jste vdova!) (1971)
- Lány seprűnyélen (Dívka na koštěti) (1972)
- A halál válogat (Smrt si vybírá) (1973)
- Három mogyoró Hamupipőkének (Tři oříšky pro Popelku) (1973)
- Jak utopit dr. Mráčka aneb Konec vodníků v Čechách (Hogyan fojtsuk vízbe...?) (1975)
- Két férfi jelzi érkezését (Dva muži hlásí příchod) (1975)
- Erjedő bor (Bouřlivé víno) (1976)
- Szabad egy kis spenótot? (Což takhle dát si špenát) (1977)
- Prikázaný smer jízdy (1977, tv-film)
- Csipkerózsika (Jak se budí princezny) (1978, ismert Hogyan ébresszük fel a királylányokat? címen is)
- A herceg és a csillaglány (Princ a Večernice) (1979)
- Arabela (1979, tv-sorozat, 13 epizód)
- Zralé víno (1981)
- Zelená vlna (1982)
- Dábel ví hodne (1983, tv-film)
- Byt je vykraden, maminko (1983, tv-film)
- A repülő fiú (Létající Čestmír) (1983, tv-film)
- Rumburak (1984)
- Já nejsem já (1985, forgatókönyvíró is)
- Mladé víno (1986)
- Dědečkův odkaz (1987)
- Křeček v noční košili (1988, tv-sorozat, hat epizód)
- Arabela visszatér (Arabela se vrací) (1993, tv-sorozat, 26 epizód)
- Rabín a jeho Golem (1995, tv-film)
- Bubáci pro vsední den (1995, tv-film)
- Pták Ohnivák (1997)
- Jezerní královna (1997)
- Solymász Tamás (Král sokolů) (2000)
- Mach, Šebestová a kouzelné sluchátko (2001, forgatókönyvíró is)
- On je žena! (2005, tv-sorozat, 11 epizód)
- Saxána a Lexikon kouzel (2011, forgatókönyvíró is)